# Étienne VIII
Pour les articles homonymes, voir Étienne.
Ce pape est parfois appelé Étienne IX. Il existe un problème de numérotation des papes Étienne, expliqué à l'article Étienne (pape éphémère)
Étienne VIII, né à Rome, est le 127e pape de l'Église catholique du 14 juillet 939 à fin octobre 942, durant 3 ans, 3 mois et 30 jours.

## Biographie
Romain, prêtre titulaire de Saint-Sylvestre et de Saint-Martin-des-Monts, il dut aussi subir en politique le pouvoir d'Albéric II de Spolète, mais demeura indépendant au niveau des activités spirituelles. Il poursuivra l'œuvre de réforme monastique de Cluny en Italie et en Lorraine. Il accomplit une œuvre de persuasion auprès des barons français pour qu'ils reconnaissent le roi Louis IV de France pour souverain, les menaçant d'excommunication. Il mourut en octobre 942 et fut enterré dans la basilique Saint-Pierre, dans les grottes vaticanes.